# مكسي غرلز
مُكسي غِرلز أو مُكسي گِرلز (بالإنجليزية: Moxie Girlz)‏ خط دمى أمريكي سابق، طرحته إم جي إيه إنترتينمنت في 2009، موجهاً للأطفال ذوي الستة سنوات فما فوق. تألف خط الدمى من أربعة شخصيات رئيسية هي لِكسا، بريا، آڤري وسوفينا. ثم اضيفت عدة شخصيات فرعية في وقت لاحق منها كِلَن، مونيه، مِرِن، ايدا، وأمبرلي.

## سبب التسمية
معنى «مُكسي غرلز» بالأنجليزية يعطي معنىً مقارباً إلى «فتيات الحيوية». شرح اسحاق لاريان، المدير التنفيذي لشركة إم جي إيه إنترتينمنت، سبب اختيار الاسم قائلاً «كلمة (موكسي) بالحقيقة تعني الشجاعة، المقدرة والعزم؛ وكل هذه الصفات تتماشى تماماً مع خط دمى موكسي غرلز الجديد».

## التاريخ
بدأ العمل على تطوير دمى مُكسي غرلز في 2008، لكي تحل محل دمى إم جي إيه إنترتينمنت السابقة براتز، بعد ان حصلت ماتِل على حقوق سحب ملكية دمى براتز من إم جي إيه إنترتينمنت (MGA) لخلاف قضائي دام لأربع سنوات. أخذت مرحلة تطوير الدمى سنة كاملة، عمل فيها فريق من مصممي دمى براتز السابقين في إحدى مقرات شركة إم جي إيه في فان نويس، كاليفورنيا على الدمى. صدرت دمى مُكسي في الأسواق الأمريكية لأول مرة في 17 يوليو 2009، فقط على رفوف بعض محلات تارجت وولمارت، ثم تُوفِرت في جميع السوق الأمريكي في 15 أغسطس العام نفسه. ثم ارفقت الدمى بحملة دعائية رقمية، وورقية وتلفزية بدأت في سبتمبر؛ لترويجها. ركزت الحملة الدعائية على كون الدمى «تشجع الفتيات على الوصول لاحلامهن وان يفخروا بأنفرادية شخصياتهن بلا خوف عن طريق التعبير عن الذات وبالصداقة والازياء». كما أُعطيت الدمى شعار "!Be True! Be You" (تلفظ: بي ترو! بي يو!)، أي «كن صادقاً! كن أنت!». صرح اسحاق لاريان، المدير التنفيذي لـ إم جي إيه إنترتينمنت، ان المبيعات الاولية للدمى كانت «جيدة جدا». حيث بيعت الدمى بسعر يترواح بين ($17.99) إلى ($29.99) دولار أمريكي. توقع موقع إيه بي سي نيوز ان الدمى في السنة الأولى لها كسبت أرباحا بقيمة ($35–40) مليون دولار أمريكي.

## الدمى والاصدارات

### التصميم والاختلاف عن براتز
دمى مُكسي جاءت كبديل لدمى براتز، ولكن مُكسي اتت بأختلافات عن براتز منها الوجه، فدمى مُكسي تملك تعابير أكثر رقة من دمى براتز. ثياب واجسام دمى مكسي أيضا تختلف عن تلك الخاصة ببراتز بكونها أكثر طبيعية وبساطة. في مقابلة معها، صرحت باولا غرَسيا، نائبة رئيس التصميم، ان فريق التصميم أراد «ان تكون الدمى تعبيراً عن الزبونة نفسها لا ان تكون مجرد مواد غالية»، واكملت «الازياء هي ازياء 'كل يوم' وليست موضة باذخة». حيث ان الدمى استوحتها مجموعات التركيز من الركود الاقتصادي وما طرأ من تغيرات على اساليب عيش العائلات.

### الشخصيات والاصدارات
تكون خط موكسي غرلز من اربع شخصيات رئيسية هي لِكسا وآڤري وساشا وسوفينا، ولكلٍ من هذه الشخصيات اسلوبها وقصتها الفريدة. قدمت الشخصيات الاربع في الإصدار الأول لها في 2009، في مجاميع ذات ثلاث موضوعات رئيسية مختلفة هي:
- آرتِ-تود (Art-itude) «موضوع مبني على الفن يسمح للفتيات بتعديل ملابس الدمى لصنع طلات فريدة من نوعها».[3] أتت دمى هذا الموضوع مع ثياب ومركبات يمكن الرسم عليها.[1]
- ماجِك هِر (Magic Hair) «موضوع مبني على تزيين الشعر، حيث يمكن للفتيات تجعيد ولف وتلوين تسريحات فريدة على شعر الدمى وشعرهن باستخدام منتجات واكسسوارات خاصة».[3] ضمت دمى موضوع ماجك هر على اطقم شعر اضافية.[1]
- جاماز (Jammaz) «موضوع مبني على الموسيقى حيث يمكن للفتيات إظهار فرديتهن والتعبير عن أنفسهن من خلال الموسيقى».[3] في هذا الموضوع جائت الدمى في بيجامات، مرفقة بآلات موسيقية وميكروفون.[1]